# 국군함평병원
국군함평병원(國軍咸平病院)은 전라남도 함평군 해보면에 위치한 국군의무사령부 소속의 국군병원이다. 본래 국군광주병원이었으나, 2007년 현재 위치로 이전하면서 명칭이 변경되었다.

## 연혁
- 1964년 광주광역시 서구 화정동에서 국군광주통합병원 창설
- 1984년 국군광주병원으로 개칭
- 2007년 현재 위치로 이동하면서 국군함평병원으로 개칭

## 진료 과목
내과, 신경과, 정신건강의학과, 외과, 정형외과, 신경외과, 흉부외과, 성형외과, 마취통증의학과, 안과, 이비인후과, 피부과, 비뇨기과, 영상의학과, 진단검사의학과, 치과

## 사건
- 광주 민주화 운동 당시 10세 미만의 아동 3명을 포함한 군·민간인 사상자를 진료하였다.[3]
- 노충국 사건